# Castillo de Sinascueva
El castillo de Sinascueva o simplemente castillo de Encinacorba es una fortaleza de origen musulmán, original del siglo XII, ubicada el municipio zaragozano de Encinacorba, en lo alto de un cerro, sobre la población. 

## Historia
Sin duda su origen es musulmán y fue reconquistado por Alfonso I el Batallador tras la reconquista de la ciudad de Zaragoza. Al morir el Batallador, para cumplir su testamento, fue entregado a la Orden del Temple, cumpliendo su última voluntad. Tras la disolución de la orden, a principios del siglo XIV, el castillo pasó a la Orden de San Juan del Hospital, que construyeron la Iglesia de Nuestra Señora del Mar en el siglo XVI sobre parte de la presente fortaleza. Una de las torres de la iglesia es parte de la antigua fortaleza.

## Descripción
El castillo se encuentra en lo alto del cerro donde se asienta la localidad de Encinacorba y tan solo se conservan los restos del lienzo norte de la muralla que cerraba el recinto de unos 2000 metros cuadrados donde se insertan dos torreones muy rebajados en altura, uno de ellos de unos siete metros de lado, construido en piedra y ladrillo. Presenta planta cuadrangular y aún conserva una bóveda de cañón apuntada. El otro es más pequeño y está construido en ladrillo y argamasa y se encuentra derrumbado.

## Catalogación
El Castillo de Sinascueva está incluido dentro de la relación de castillos considerados Bienes de Interés Cultural en virtud de lo dispuesto en la disposición adicional segunda de la Ley 3/1999, de 10 de marzo, del Patrimonio Cultural Aragonés. Este listado fue publicado en el Boletín Oficial de Aragón del día 22 de mayo de 2006.